# Carolina Panthers 2023
La stagione 2023 dei Carolina Panthers è stata la 29ª della franchigia nella National Football League, la prima e unica con Frank Reich come capo-allenatore. La squadra era in possesso della prima scelta assoluta nel Draft NFL 2023 dopo averla acquisita dai Chicago Bears con cui scelse il quarterback da Alabama Bryce Young.
La squadra perse tutte le prime sei partite per la prima volta dal 1998. Dopo una sconfitta nella settimana 12 contro i Tennessee Titans, non solo i Panthers non riuscirono a migliorare il record di 7-10 della 2022, ma licenziarono Reich e nominarono Chris Tabor come capo-allenatore ad interim. Il licenziamento di Reich fu il terzo di un capo-allenatore di Carolina negli ultimi cinque anni e il secondo in due anni. Dopo una sconfitta nella settimana 13 contro i Tampa Bay Buccaneers, i Panthers furono eliminati dalla corsa ai playoff.
Nel penultimo turno i Panthers furono sconfitti per 26–0 dai Jacksonville Jaguars, assicurandosi il peggior record della lega e dando ai Bears la prima scelta assoluta del Draft 2024.  La settimana successiva persero nuovamente per 9–0 contro i Buccaneers, chiudendo con un bilancio di 2–15, il loro peggiore dal 2001. Furono la prima squadra dai Cleveland Browns del 2008 a non segnare alcun punto in due gare consecutive.

## Scelte nel Draft 2023
| Scelte dei Panthers nel Draft 2023 |        |                                      |                                      |                                      |                  |
| Giro                               | Scelta | Giocatore                            | Ruolo                                | College                              | Note             |
| 1                                  | 1      | Bryce Young                          | QB                                   | Alabama                              | Da Chicago       |
| 1                                  | 9      | Scambiata con i Chicago Bears        | Scambiata con i Chicago Bears        | Scambiata con i Chicago Bears        |                  |
| 2                                  | 39     | Jonathan Mingo                       | WR                                   | Ole Miss                             |                  |
| 2                                  | 61     | Scambiata con i Chicago Bears        | Scambiata con i Chicago Bears        | Scambiata con i Chicago Bears        | Da San Francisco |
| 3                                  | 76     | Scambiata con i New England Patriots | Scambiata con i New England Patriots | Scambiata con i New England Patriots |                  |
| 3                                  | 80     | D.J. Johnson                         | OLB                                  | Oregon                               | Da Pittsburgh    |
| 4                                  | 114    | Chandler Zavala                      | OG                                   | NC State                             |                  |
| 5                                  | 145    | Jammie Robinson                      | S                                    | Florida State                        |                  |
| 6                                  | 187    | Scambiata con i New England Patriots | Scambiata con i New England Patriots | Scambiata con i New England Patriots |                  |
| 7                                  | 226    | Scambiata con i Jacksonville Jaguars | Scambiata con i Jacksonville Jaguars | Scambiata con i Jacksonville Jaguars |                  |

### Scambi di scelte Pre-Draft
- Il 10 marzo 2023 i Panthers acquisirono dai Chicago Bears la 1ª scelta assoluta nel draft in cambio delle loro scelte al 1º e al 2º giro, rispettivamente la 9ª e la 61ª, più una scelta al 1º giro del draft 2024, una scelta al 2º giro del draft 2025 e il wide receiver D.J. Moore.[8]

## Staff
| Staff dei Carolina Panthers |
| --- |
| Organi dirigenziali - Proprietario – David Tepper - Presidente – Kristi Coleman - General manager – Scott Fitterer - Assistente general manager – Dan Morgan - Vice presidente delle operazioni del football & consulente senior della proprietà – Steven Drummond - Vice presidente dell'amministrazione del football – Samir Suleiman - Vice presidente del personale dei giocatori – Pat Stewart - Dirigente del personale senior – Jeff Morrow - Direttore delle operazioni del football – Mike Anderson - Direttore degli osservatori del college – Cole Spencer - Assistente del dir. degli oss. dei professionisti – Rob Hanrahan - Director of football analytics – Taylor Rajack Capo allenatore - Matt Rhule Altri allenatori - Head athletic trainer – Kevin King - Preparatore atletico – Jeremy Scott - Assistente p.a. – Thomas Barbeau Allenatori dell'attacco - Coordinatore offensivo – Ben McAdoo - Quarterback – Sean Ryan - Assistente quarterback – Matt Lombardi - Assistente attacco senior/running back – Jeff Nixon - Wide receiver – Joe Dailey - Tight end – Kevin M. Gilbride - Offensive line – James Campen - Assistente offensive line – Robert Kugler Allenatori della difesa - Coordinatore difensivo – Phil Snow - Gioco sulle corse – Al Holcomb - Defensive line – Paul Pasqualoni - Assistente difesa senior/linebacker – Mike Siravo - Gioco sui passaggi/secondary – Steve Wilks - Cornerback – Evan Cooper - Specialista pass rush – Don Johnson Allenatori dello special team - Coordinatore dello Special Team – Chris Tabor - Assistente special team – Ed Foley |

## Roster
| Roster dei Carolina Panthers |
| --- |
| Quarterback - 14 Andy Dalton - 9 Bryce Young Running Back - 3 Raheem Blackshear - 30 Chuba Hubbard - 45 Giovanni Ricci FB - 6 Miles Sanders Wide Receiver - 17 D.J. Chark - 88 Terrace Marshall Jr. - 15 Jonathan Mingo - 5 Laviska Shenault - 11 Ihmir Smith-Marsette - 19 Adam Thielen Tight End - 81 Hayden Hurst - 80 Ian Thomas - 82 Tommy Tremble Offensive Linemen - 56 Bradley Bozeman C - 79 Ikem Ekwonu T - 66 Nash Jensen G - 61 Ricky Lee T - 68 Cade Mays C - 72 Taylor Moton T - 74 David Sharpe T - 76 Calvin Throckmorton G - 62 Chandler Zavala G Defensive Linemen - 95 Derrick Brown DE - 93 LaBryan Ray DE - 91 Nick Thurman DE - 99 Shy Tuttle NT - 96 DeShawn Williams DE Linebacker - 90 Amaré Barno OLB - 0 Brian Burns OLB - 53 Claudin Cherelus ILB - 97 Yetur Gross-Matos OLB - 54 Kamu Grugier-Hill ILB - 50 Justin Houston OLB - 52 D.J. Johnson OLB - 49 Frankie Luvu ILB - 7 Shaq Thompson ILB - 57 Chandler Wooten OLB Defensive Back - 24 Vonn Bell SS - 21 Jeremy Chinn CB - 42 Sam Franklin SS - 23 C.J. Henderson CB - 13 Troy Hill CB - 26 Donte Jackson CB - 29 D'Shawn Jamison CB - 22 Jammie Robinson FS - 39 Sam Webb CB - 25 Xavier Woods FS Special Team - 10 Johnny Hekker P - 44 J.J. Jansen LS - 4 Eddy Piñeiro K Lista delle riserve - 94 Henry Anderson NT (IR) - 70 Brady Christensen G (IR) - 63 Austin Corbett G (PUP) - 98 Marquis Haynes OLB (IR) - 8 Jaycee Horn CB (IR) - 84 Stephen Sullivan TE (IR) Squadra di allenamento - 32 Dicaprio Bootle CB - 77 Deonte Brown G - 33 Tarik Cohen RB - 28 Jashaun Corbin RB - 65 J. D. Direnzo T - 31 Lamar Jackson CB - 40 Deion Jones ILB - 46 Eku Leota OLB - 64 Justin McCray G - 37 Mark Milton CB - 20 Eric Rowe FS - 86 Michael Strachan WR - 48 Jordan Thomas OLB - 27 Stantley Thomas-Oliver CB (Practice squad/Injured) - 92 Raequan Williams DE - 71 Chris Wormley DE - 83 Derek Wright WR Roster aggiornato al 17 settembre 2023 52 attivi, 6 inattivi, 16 nella squadra di allenamento |
| Legenda - I rookie sono in corsivo. - Il primo ruolo è il principale mentre gli eventuali successivi indicano i ruoli secondari. - (IR) sta per Injured Reserve ed indica la lista ristretta per un solo giocatore infortunato che può tornare ad allenarsi dopo la settimana 6 e a rientrare in prima squadra dopo che questa ha giocato 8 partite. - (NF-Inj.) / (NF-Ill.) stanno rispettivamente per Non-Football Injured e Non-Football Illness ed indicano le liste dove viene inserito un giocatore che ha un infortunio o una malattia non dipendente dal football americano. - (PUP) sta per Physically Unable to Perform ed indica la lista dove viene inserito un giocatore mentre è in attesa di recuperare la condizione fisica. Nella stagione regolare dopo la sesta partita giocata dalla propria squadra, il giocatore ha tempo tre settimane per riprendere ad allenarsi, più tre settimane aggiuntive dal suo rientro agli allenamenti per rientrare in prima squadra. |

## Precampionato
Il 25 maggio 2023 furono annunciate le gare del precampionato.
| Precampionato |           |           |                   |           |        |                         |                 |         |
| Settimana     | Data      | Ora (ET)  | Avversario        | Risultato | Record | Stadio                  | TV              | Sintesi |
| 1             | 12 agosto | 4:00 p.m. | New York Jets     | S 0-27    | 0-1    | Bank of America Stadium | Varie TV locali | Sintesi |
| 2             | 18 agosto | 7:00 p.m. | @ New York Giants | S 19-21   | 0-2    | MetLife Stadium         | Varie TV locali | Sintesi |
| 3             | 25 agosto | 8:00 p.m. | Detroit Lions     | S 17-26   | 0-3    | Bank of America Stadium | CBS             | Sintesi |

## Stagione regolare

### Calendario
Il calendario della stagione regolare 2023 fu reso noto l'11 maggio 2023. Il 30 novembre 2023 fu annunciata data e orario della gara del quindicesimo turno. Data e orario della gara di settimana 18 furono stabilite il 31 dicembre 2023, dopo lo svolgimento del diciassettesimo turno.
| Stagione regolare |                     |                     |                        |                     |                     |                         |                     |                     |
| Settimana         | Data                | Ora (ET)            | Avversario             | Risultato           | Record              | Stadio                  | TV                  | Sintesi             |
| 1                 | 10 settembre        | 1:00 p.m.           | @ Atlanta Falcons      | S 10-24             | 0-1                 | Mercedes-Benz Stadium   | Fox                 | Sintesi             |
| 2                 | 18 settembre        | 7:15 p.m.           | New Orleans Saints (M) | S 17-20             | 0-2                 | Bank of America Stadium | ESPN                | Sintesi             |
| 3                 | 24 settembre        | 4:05 p.m.           | @ Seattle Seahawks     | S 27-37             | 0-3                 | Lumen Field             | CBS                 | Sintesi             |
| 4                 | 1º ottobre          | 1:00 p.m.           | Minnesota Vikings      | S 13-21             | 0-4                 | Bank of America Stadium | Fox                 | Sintesi             |
| 5                 | 8 ottobre           | 1:00 p.m.           | @ Detroit Lions        | S 24-42             | 0-5                 | Ford Field              | Fox                 | Sintesi             |
| 6                 | 15 ottobre          | 1:00 p.m.           | @ Miami Dolphins       | S 21-42             | 0-6                 | Hard Rock Stadium       | CBS                 | Sintesi             |
| 7                 | Settimana di riposo | Settimana di riposo | Settimana di riposo    | Settimana di riposo | Settimana di riposo | Settimana di riposo     | Settimana di riposo | Settimana di riposo |
| 8                 | 29 ottobre          | 1:00 p.m.           | Houston Texans         | V 15-13             | 1-6                 | Bank of America Stadium | Fox                 | Sintesi             |
| 9                 | 5 novembre          | 4:05 p.m.           | Indianapolis Colts     | S 13-27             | 1-7                 | Bank of America Stadium | CBS                 | Sintesi             |
| 10                | 9 novembre          | 8:15 p.m.           | @ Chicago Bears (T)    | S 13-16             | 1-8                 | Soldier Field           | Prime Video         | Sintesi             |
| 11                | 19 novembre         | 1:00 p.m.           | Dallas Cowboys         | S 10-33             | 1-9                 | Bank of America Stadium | Fox                 | Sintesi             |
| 12                | 26 novembre         | 1:00 p.m.           | @ Tennessee Titans     | S 10-17             | 1-10                | Nissan Stadium          | Fox                 | Sintesi             |
| 13                | 3 dicembre          | 4:05 p.m.           | @ Tampa Bay Buccaneers | S 18-21             | 1-11                | Raymond James Stadium   | CBS                 | Sintesi             |
| 14                | 10 dicembre         | 1:00 p.m.           | @ New Orleans Saints   | S 6-28              | 1-12                | Caesars Superdome       | Fox                 | Sintesi             |
| 15                | 17 dicembre         | 1:00 p.m.           | Atlanta Falcons        | V 9-7               | 2-12                | Bank of America Stadium | Fox                 | Sintesi             |
| 16                | 24 dicembre         | 1:00 p.m.           | Green Bay Packers      | S 30-33             | 2-13                | Bank of America Stadium | Fox                 | Sintesi             |
| 17                | 31 dicembre         | 1:00 p.m.           | @ Jacksonville Jaguars | S 0-26              | 2-14                | EverBank Stadium        | CBS                 | Sintesi             |
| 18                | 7 gennaio           | 1:00 p.m.           | Tampa Bay Buccaneers   | S 0-9               | 2-15                | Bank of America Stadium | Fox                 | Sintesi             |

Note:
- Gli avversari della propria division sono in grassetto.
- Il simbolo "@" indica una partita giocata in trasferta.
- (M) indica il Monday Night Football, (T) il Thursday Night Football, (S) il Sunday Night Football e (I) una partita delle NFL International Series.

## Premi

### Premi settimanali e mensili
- Frankie Luvu:

difensore della NFC della settimana 8
- Eddy Piñeiro:

giocatore degli special team della NFC della settimana 15